# Castello di Pombal
Il castello di Pombal si trova nel comune di Pombal, appartenente al distretto di Leiria, in Portogallo.
Posto in una posizione dominante su un massiccio roccioso sulle rive del fiume Arunca, questo castello templare ha avuto un ruolo importante nella difesa della regione al momento dell'affermazione della nazionalità e successivamente nel consolidamento della contea.

## Storia
La primitiva occupazione umana del sito risale ad una fortificazione militare romana che in seguito fu occupata da musulmani, secondo le testimonianze archeologiche rinvenute sulla collina del castello. Si deve anche prendere in considerazione però anche la tradizione locale che porta in riferimento come il sito fosse prima anche la chiesa originale di San Pietro, ora demolita, ed eretta dai Goti.

## Il Castello Medievale
La data esatta della costruzione del castello è sconosciuta. Gli studiosi credono si sia verificata al momento della riconquista cristiana nel XII secolo, durante il regno di D. Afonso Henriques (1112-1185), in un periodo compreso tra il 1159, data di Foral Redinha - che comprende la clausola di pagare il possesso come le terre di Pombal ( "per forum terrae palumbarii"), e il 1171, come riportato nell'iscrizione epigrafica di tale data in Almourol, che riguarda la costruzione di una serie di castelli, tra cui quello di Pombal, per Gualdim Pais, (figlio di Paio Ramires) allora il Maestro dei Templari in Portogallo. Effettivamente il Castello di Pombal obbedisce alle stesse linee architettoniche caratteristiche dei Cavalieri Templari, presenti non solo nella Almourol, ma ancora in Idanha, Monsanto, Tomar e Zezere. La funzione di questo gruppo di fortificazioni era di provvedere alla difesa di queste terre a sud del fiume Mondego, terre affidate all'Ordine suddetto. Sebbene storicamente il castello non sia stato coinvolto direttamente in importanti campagne militari, la fortezza è stata in allerta nel momento della controffensiva musulmana del 1171, con l'attacco di Santarém che, attraversando la regione di Alentejo, colpisce Coruche e Abrantes (1179), poi di nuovo nel 1184 Santarém.
Sotto il regno di re Dinis (1279-1325), prima dell'estinzione dei Cavalieri Templari dal Papa (1311-1312), il sovrano procedette al trasferimento delle attività dell'Ordine nel paese per l'Ordine di Cristo (1317). Pombal e il suo castello furono teatro dunque della pace tra il sovrano e suo figlio D. Afonso, celebrati nella chiesa di San Martino (1323).
Nel contesto della crisi del 1383-1385, Pombal e il suo castello tenevano il partito del Maestro di Avis. Quando vi fu l'invasione del 1385, le truppe di Castiglia mosse da Coimbra Soure, si accamparono in Pombal il 10 agosto, in rotta verso Lisbona, optarono per il percorso di Leiria, che avrebbe potuto danneggiare la battaglia di Aljubarrota.
Sotto il regno di Giovanni I (1385-1433), in capo residenza primi anni del comandante del XV secolo del borgo e il suo castello fu donato dal sovrano al conte di Castelo Melhor, la cui famiglia è stata conservata fino al 1834.
D. Manuel I (1495-1521) che visitò il villaggio e il suo castello nel 1509, volle la ricostruzione della vecchia torre medievale. Successivamente, passando il New Foral al villaggio (1 giugno 1512), devono essere stati fatti altri miglioramenti, di cui lo stemma manuelino inscritto sulla porta principale testimonia.

## Caratteristiche
Il castello ha una pianta scudiforme, simile al Castello di Tomar, con una superficie costruita di circa 300 m². Le sue merlature erano pavimentate ad adarve (cammino per la ronda), e originariamente erano rinforzate da dieci tetti quadrangolari, protetti da barbacane, con le vestigia che restavano vicino alle due porte e da una cinta muraria esterna.
Nel quadrato di armi spicca, decentrato a sud, la Torre de Menagem (il maschio del castello), a pianta quadrangolare, sostenuta da una base tronco-conica attaccati a cuneo. Sempre al posto del luogo delle armi, vengono identificate le vestigia della primitiva chiesa romanica di San Miguel. A ovest, si erge la fortezza manuelina, dove spicca lo stemma reale e una finestra geminada.
Fuori dalle mura, sul lato sud, ci sono le rovine della vecchia matrice di Pombal, la Chiesa di Santa Maria do Castelo.